# Maurice Tabard
Maurice Tabard est un photographe français, né le 12 juillet 1897 dans le 3e arrondissement de Lyon, et mort le 22 février 1984 à Nice.

## Repères biographiques
Maurice Tabard naît en 1897 à Lyon dans une famille de soyeux, d'un père photographe amateur et d'une mère musicienne. Il se destine au violon, mais échoue au Conservatoire et devient naturellement dessinateur sur soie dans une fabrique lyonnaise.
En 1914, son père l'emmène avec lui lors d'un voyage d'affaires aux États-Unis. Il l'inscrit au New York Institute of Photography et Tabard, faisant des petits boulots pour survivre, s'installe un premier studio de photographe. En 1922, après le décès de son père, il présente quelques portraits à un grand photographe new-yorkais, qui l'engage, et il devient ainsi portraitiste pour une riche clientèle. Lors de son passage à Washington, il fera le portrait de président Calvin Coolidge à la Maison Blanche.
En 1928, il rentre en France et devient photographe de mode pour différentes revues dont Le Jardin des Modes et Vu dont Philippe Soupault lui a présenté le directeur. Vers la même date, il obtient des commandes pour de la publicité, et fait la connaissance de Alexey Brodovitch.
C'est vers cette époque qu'il rencontre Magritte.
En 1933 a lieu sa première exposition personnelle, à Paris. Il s'est lié d'amitié avec Brassaï, Kertesz et Man Ray pour qui il a une grande admiration. Il pratique la solarisation (effet Sabattier, découvert en 1862) qui est à cette époque un peu le marque de fabrique de Man Ray (lequel prétend souvent l'avoir inventée).
En 1934, il est photographe, alternativement avec Roger Parry, sur le plateau de tournage de L'Atalante de Jean Vigo.
En 1938, ses photos sont montrées au Musée d'Art moderne de New York lors de l'exposition « Photography 1839-1937 ».
En 1939-1940, il dirige les studios photo de la revue Marie-Claire, repliée à Lyon, zone non-occupée.
En 1942, il est photographe de plateau pour Gaumont, il accompagne la mission ethnographique Decharme en Afrique et réalise des films documentaires et de nombreuses photos en Algérie, au Niger et au Soudan français (actuel Mali).
En 1944, il s'engage au service cinéma des armées et y restera jusqu'à la fin de la Guerre.
En 1946, il est rappelé aux États-Unis où il enseigne la photographie tout en faisant de fréquents voyages à Paris où il poursuit sa recherche personnelle et fait des reportages de mode.
En 1951, il revient en France, mais fait de nombreux voyages aux États-Unis pour donner des conférences sur la composition en photographie.
Il est chef du studio de Marie-Claire.
Il se retire de la vie professionnelle en 1966. Il meurt le 22 février 1984 à Nice,.

## Œuvre
Après son retour en France en 1928, Tabard fréquente les avant-gardes de Montparnasse et installe son studio à Boulogne-Billancourt, ville alors en pleine effervescence culturelle. Les studios de Billancourt (cinéma) viennent d'y être installés, Chagall, Landowski et Le Corbusier, entre autres, y vivent ou y travaillent ; c'est la ville du mécène Albert Kahn qui envoie cinéastes et photographes en mission à travers le monde.
L'artiste y crée alors en toute liberté, se dégageant de son style assez classique jusqu'alors, et s'attachant à définir son langage purement photographique. Il s'éloigne de la photo documentaire, de reportage, naturaliste.
Son grand souci est la composition de l'image. Ce sera l'œuvre de sa vie.
Dès ce moment, Tabard s'attache à l'étude des composantes d'une photographie : les objets, leurs formes, leurs matières, leurs éclairages, leurs rapports formels plutôt que leur apparence. C'est un travail de composition, comme en peinture. C'est à cette époque qu'il rencontre Magritte à qui il rendra hommage dans plusieurs de ses images par la suite.
« L'objet de sa recherche est l'espace de l'image, non le monde extérieur, […] il est […] dans l'irrévélé (…). »
Là se trouve l'essentiel de son apport à la photographie, qu'il commence à théoriser dès cette époque : le photographe crée une image, il ne représente pas la réalité, le monde extérieur. Il tient beaucoup à l'expression « photographie d'art », et même dans ses travaux commerciaux, photos de mode et de publicité, il s'attachera à toujours respecter les règles qu'il se donne dès cette époque.
Les images qu'il réalise à cette époque montrent l'influence croisée du Bauhaus, qu'il a découvert lors d'un séjour en Allemagne et des surréalistes qu'il fréquente. Il sera toujours proche de certains surréalistes, mais n'adhérera pas au mouvement dont l'engagement à gauche ne lui convient guère. Grand bourgeois, il restera toujours plutôt de droite, et ce sera très clair dans ses réactions au mouvement de mai 68.
Lorsqu'il découvre la solarisation, vers 1932, il approfondit sa connaissance de la technique dont Man Ray ne veut rien dévoiler. Tabard écrit un article sur le sujet pour Art et Métiers graphiques en 1933. Ce sera la cause d'une brouille irréductible entre les deux hommes, Man Ray ne supportant pas que son invention (!) soit ainsi expliquée à tout un chacun. C'est là l'opposé de Tabard dont les recherches, aussi bien formelles que techniques, feront l'objet de nombreux cours et conférences, surtout aux États-Unis, dans les années suivantes.
Tabard pratique le dessin et étudie les peintres et leurs œuvres, Vélasquez notamment, auprès de qui il affine sa compréhension des règles de la composition. Il prend de nombreuses notes qui serviront à enrichir ses cours et conférences, et qu'il réunira et ordonnera des années plus tard en un projet de traité La géométrie est la fondation des arts qui reste inédit à ce jour.
Dès la fin des années 1940, il est surtout actif aux États-Unis où Alexey Brodovitch et Carmel Snow lui demandent de rejoindre la prestigieuse équipe de photographes de la revue Harper's Bazaar, Irving Penn, Richard Avedon et Erwin Blumenfeld. Il partage son temps entre le travail pour Harper's Bazaar et l'enseignement.
Dans les années 1960, il tombe progressivement dans l'oubli en France, sa conception épurée de la photographie, construite, composée, éloignée du naturalisme et du reportage, ne correspond plus aux vues des nouvelles générations de photographes. Il faudra attendre 1975 pour que surviennent une redécouverte et une reconnaissance tardive.

## Expositions
- avril mai 1985 : Maurice Tabard : l'alchimiste des formes, Villa Lumière / Fondation nationale de la photographie, Lyon.
- octobre 1988 : Maurice Tabard, Galerie municipale du Château d'eau, Toulouse.
- décembre 1994 - 30 janvier 1995 : Maurice Tabard, Musée national d'Art moderne, Centre Georges-Pompidou, Paris[7].
- 14 novembre - 15 décembre 2000 : Man Ray - Maurice Tabard, Galerie 1900-2000, Paris, dans le cadre du Mois de la photo.
- 2 mars - 2 juin 2002 : Maurice Tabard le géomètre, Musée de la photographie, Charleroi.
- 12 novembre - 13 décembre 2014 : Maurice Tabard, Galerie 1900-2000, dans le cadre du Mois de la photo.

## Hommages
- En 1948, un numéro spécial de la revue de la Photographer's Society of America lui est consacré.
- Une exposition hommage est organisée à Chicago, Tabard reçoit une distinction pour services rendus à la Photographer's Society of America.
- Grand Prix de la Ville de Paris de la photographie en 1983.
- Une exposition hommage au Salon de la photographie, à Paris, en 1985.